# Tobakssvärmare
Tobakssvärmare (Manduca sexta) är en fjärilsart som beskrevs av Carl von Linné 1763. Manduca sexta ingår i släktet Manduca och familjen svärmare. Inga underarter finns listade i Catalogue of Life.
Den har en sugsnabel, som är ungefär lika lång som sin egen kropp. Tobakssvärmaren kan hålla sig svävande i luften, precis som en kolibri. Det gör den samtidigt som den sträcker ut sin långa sugsnabel och sänker ner den i blommans nektargömme. Nattaktiva svärmare lever av att suga nektar.

## Bildgalleri

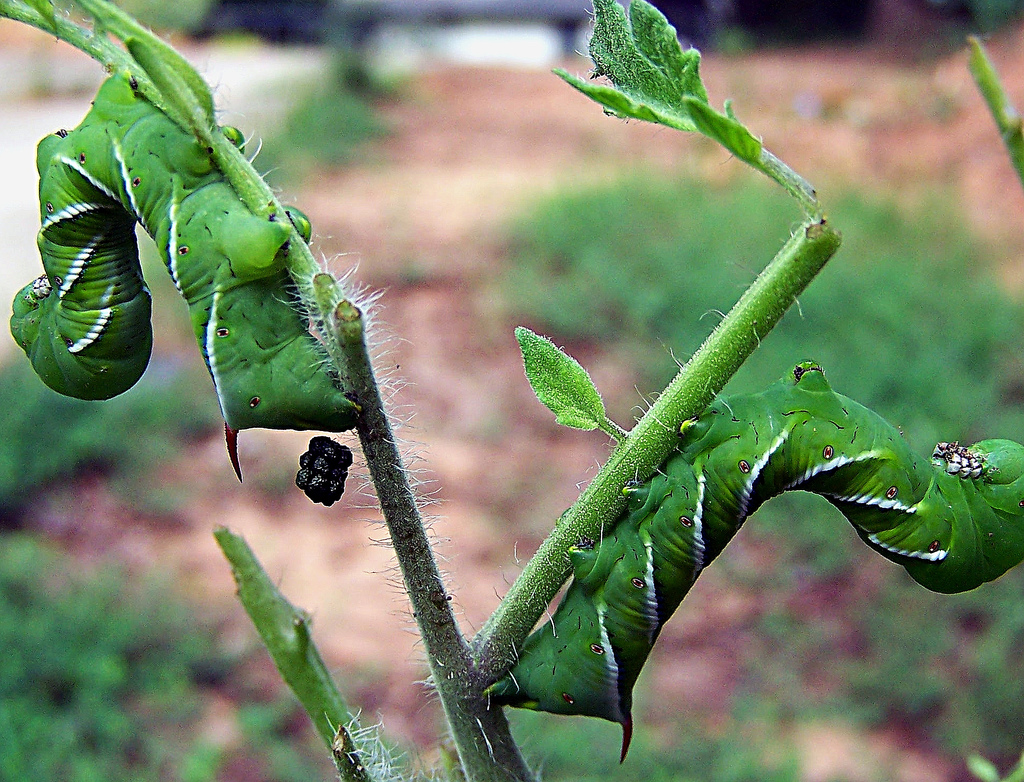
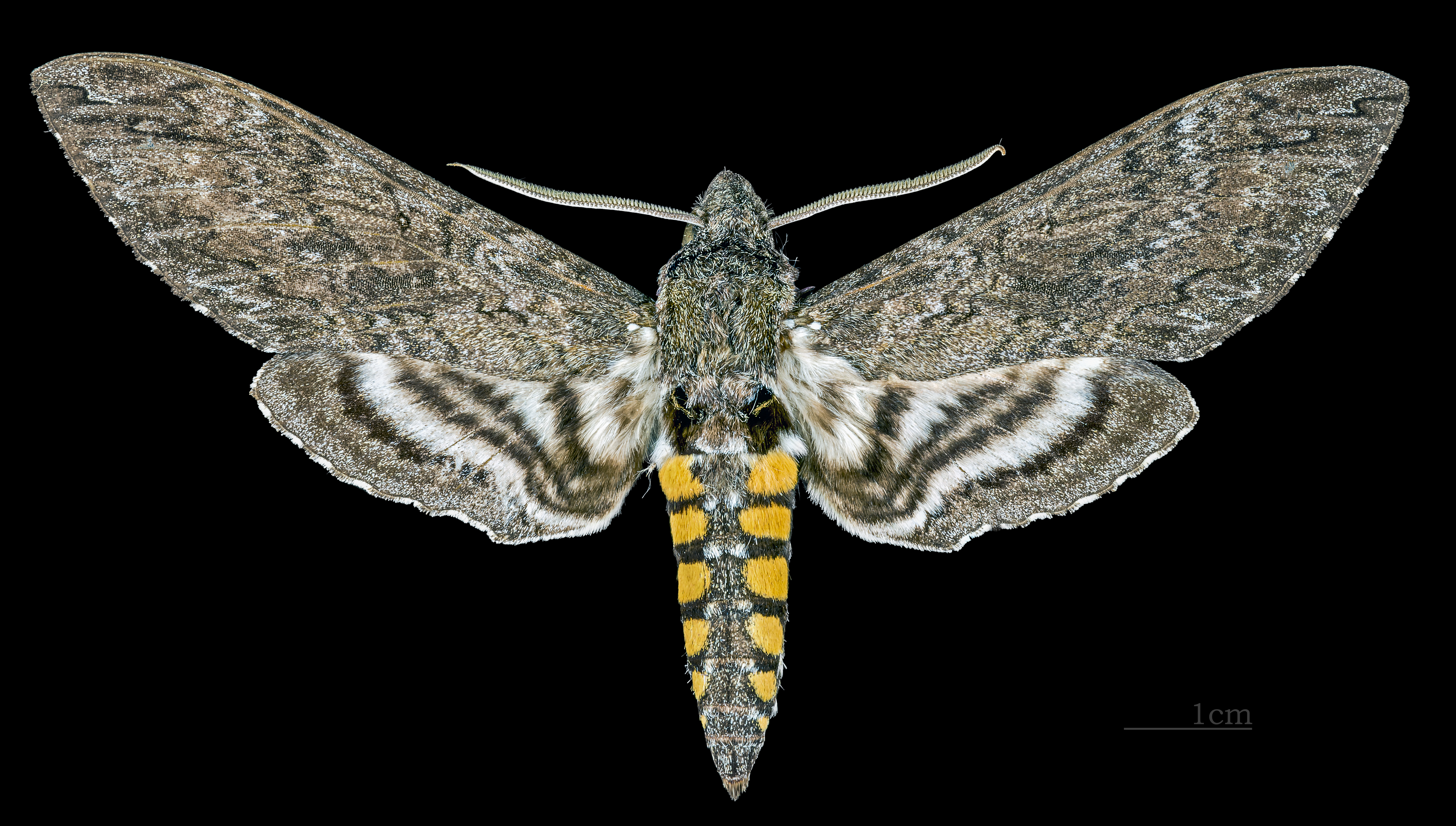
♂
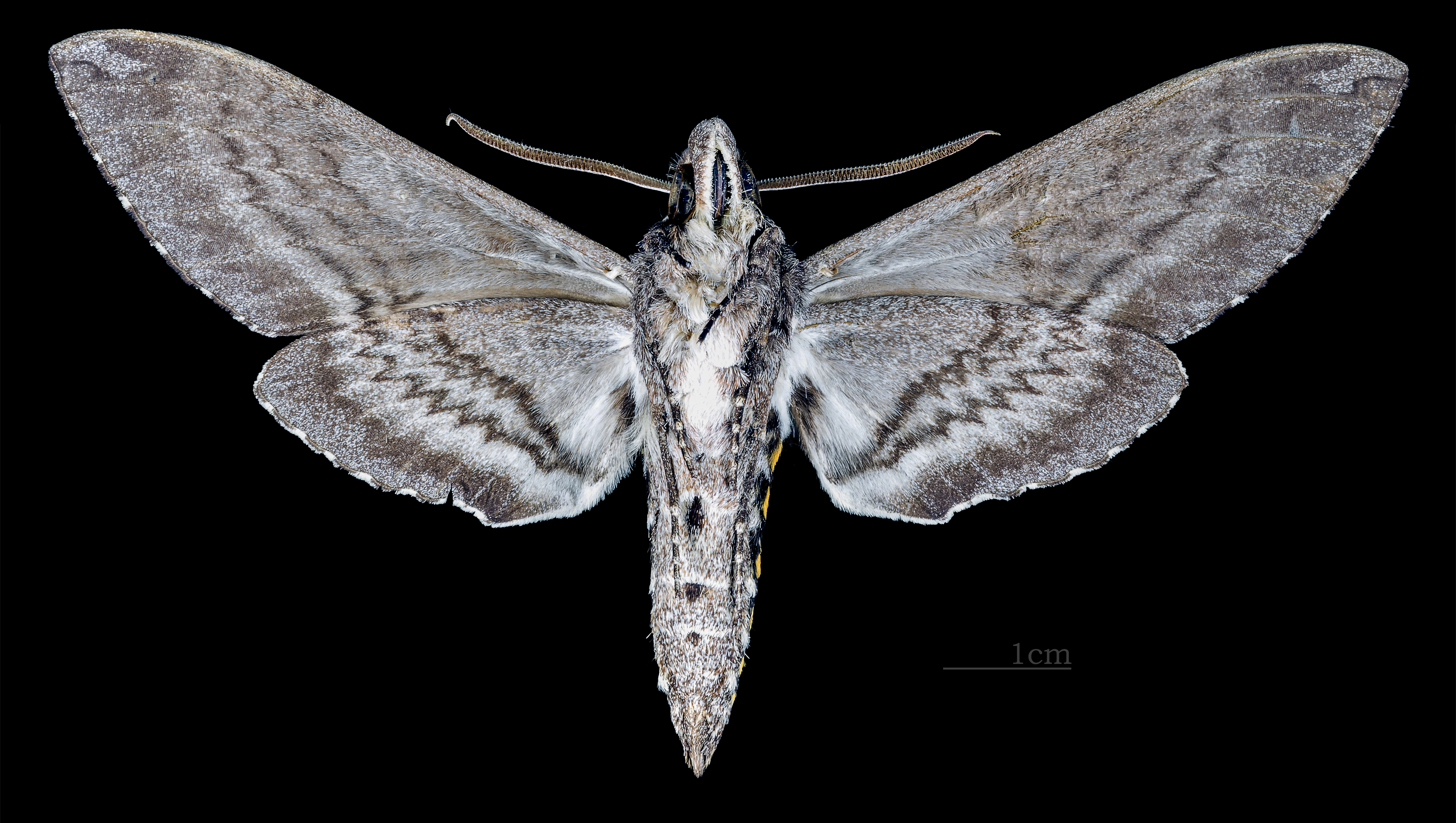
♂ △
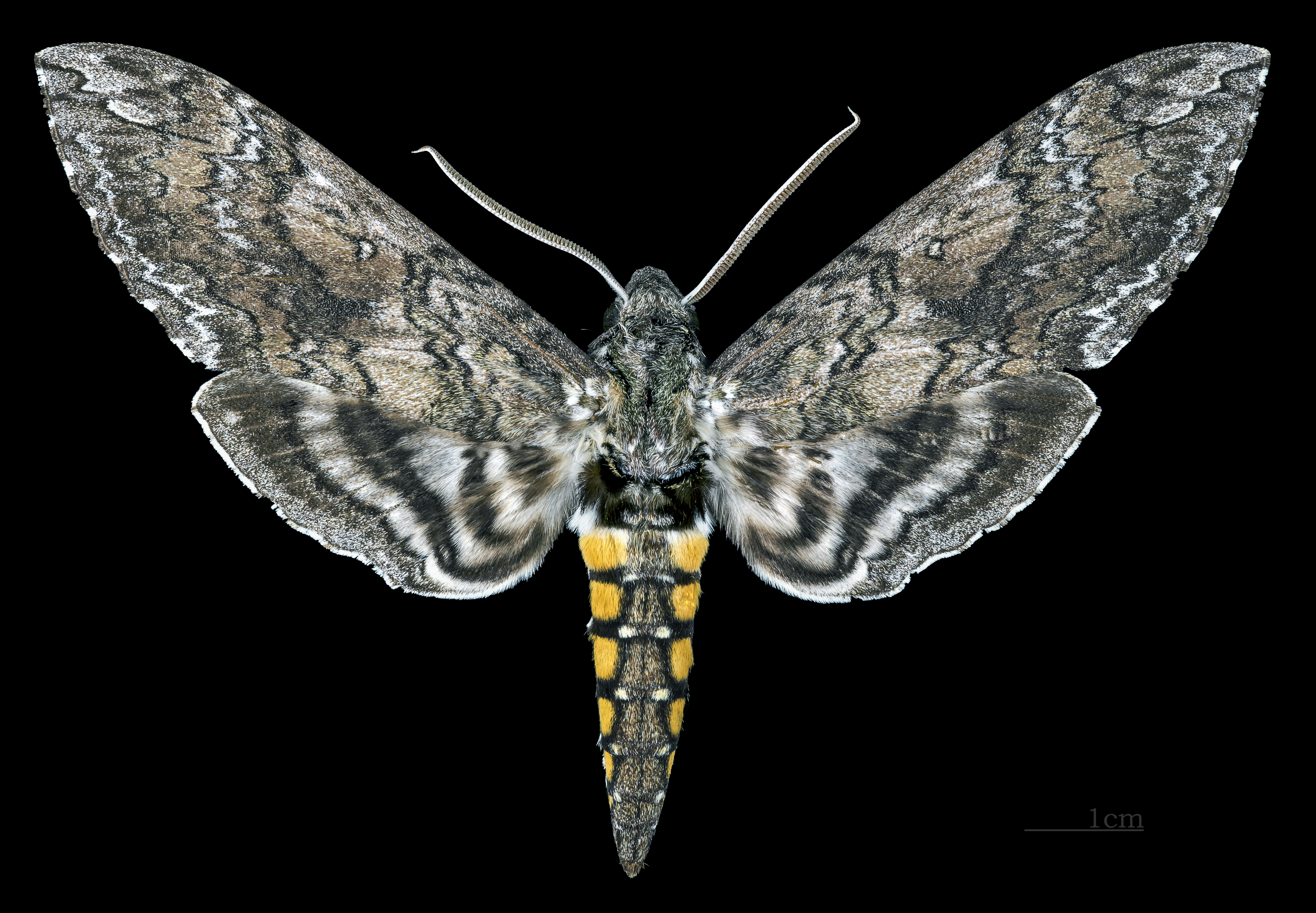
♀
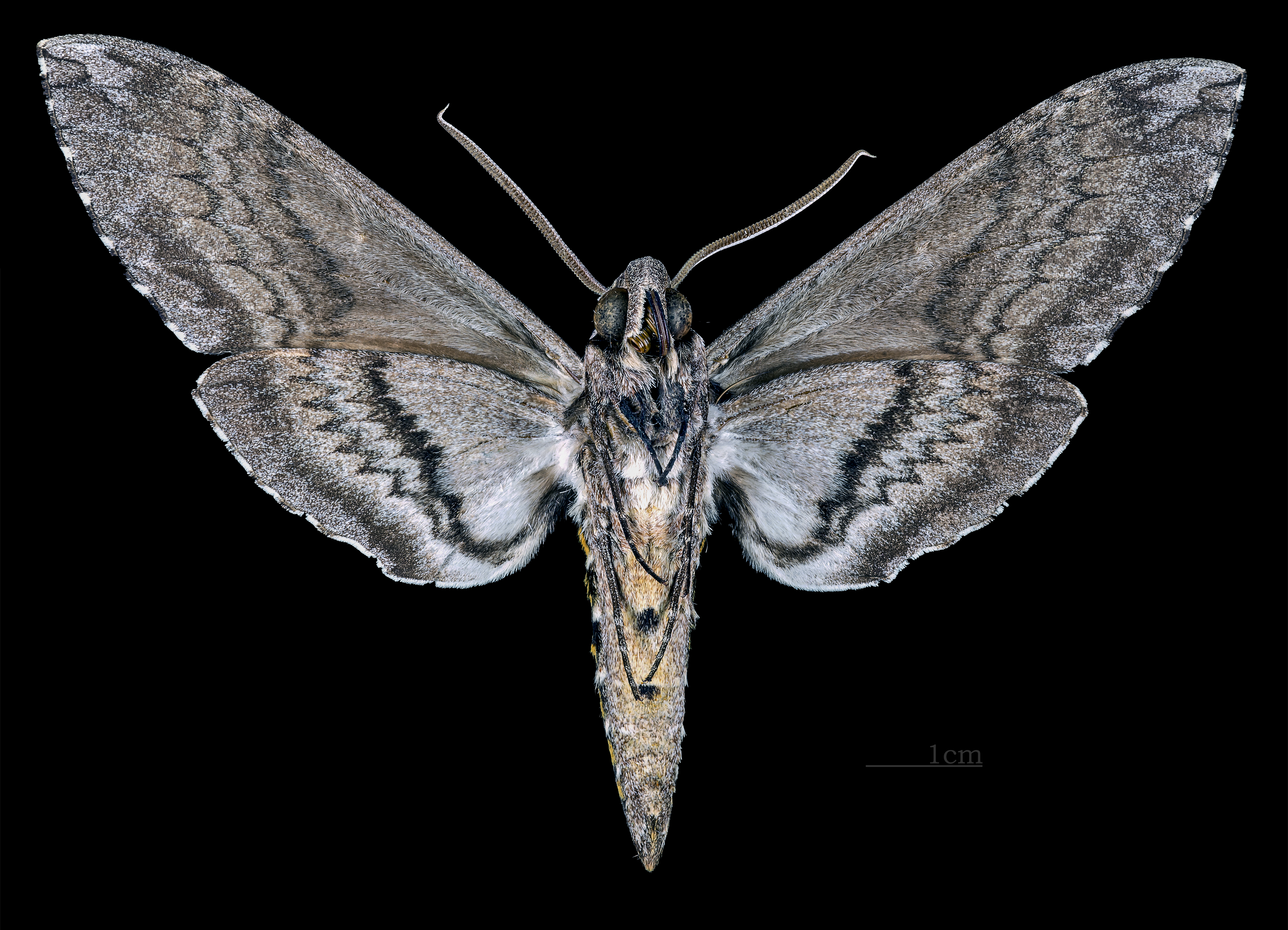
♀ △